# José Luis Morales
José Luis Morales Nogales (ur. 23 lipca 1987 w Madrycie) – hiszpański piłkarz występujący na pozycji pomocnika w hiszpańskim klubie Villarreal CF.